# Phasia gratella
Phasia gratella là một loài ruồi trong họ Tachinidae.